# Regionale geologie
Met regionale geologie wordt de geologische beschrijving en bestudering van een bepaalde regio bedoeld. Bij regionale geologie vindt grootschalig onderzoek plaats, vaak op meerdere fronten (stratigrafisch, sedimentologisch, structureel geologisch, vulkanologisch, petrologisch en vaak ook geodynamisch) om de geologische geschiedenis van een gebied te achterhalen.
Regionaal-geologische studies worden uitgevoerd door onderzoeksinstituten uit verschillende landen, waarbij expertises gecombineerd worden. Vaak wordt het resultaat van regionaal-geologisch onderzoek gepubliceerd in een boek of uitgebreide wetenschappelijke publicatie. Ook op Wikipedia is een aantal regionaal-geologische onderwerpen beschreven.